# György Szűcs (Fußballspieler)
György Szűcs (* 23. April 1912 in Szombathely, Österreich-Ungarn; † 10. Dezember 1991 in Budapest, Ungarn) war ein ungarischer Fußballspieler und -trainer, der in den 1930er Jahren mit dem Újpest FC den Mitropacup und drei Meistertitel holte und mit der Nationalmannschaft 1938 Vizeweltmeister  wurde. 

## Vereinskarriere
Der Mittelläufer startete seine fußballerische Laufbahn beim Szombathelyi AK, ehe er dem unterklassigen Budapester Verein Testvériség beitrat. Dort fiel er den Verantwortlichen des Újpest FC auf und wechselte 1932 zum von István Tóth-Potya betreuten Spitzenklub, wo er in der Läuferreihe neben Antal Szalay spielte. Der Spieler entwickelte sich zu einem hervorragenden Spielgestalter, der insbesondere für die Präzision seiner Pässe gerühmt wurde, aber auch durch sein Kopfballspiel überzeugte.
Schon in seiner ersten Saison bei den Violetten konnte der Meistertitel gefeiert werden. Im folgenden Jahr musste man sich zwar dem Ferencvárosi FC sowohl in der Meisterschaft als auch im Cupfinale geschlagen geben, aber schon 1935 folgte ein weiterer Meistertitel der Mannschaft rund um Stefan Auer, Jenő Vincze und László Sternberg.
Danach sollte es vier weitere Jahre dauern, ehe Szűcs wieder einen Titel holte. Am Ende der Saison 1938/39 stand die Mannschaft aus dem IV. Bezirk wieder ganz oben in der Tabelle und war damit auch für den Mitropacup qualifiziert. Dort erreichte die Mannschaft mit Siegen über AS Ambrosiana Inter und den Beogradski SK das Finale, wo man auf den Stadtrivalen aus Ferencváros traf. Mit 4:2 und 2:2 setzte sich Szűcs’ Mannschaft durch und konnte damit zum zweiten Mal in der Vereinsgeschichte diesen Titel holen.

## Nationalmannschaft
Seine erste Einberufung ins Nationalteam erhielt der Mittelläufer im Jänner 1934, als bei einer 1:3-Niederlage gegen Deutschland die gesamte Läuferreihe von Újpest aufgeboten wurde. Trotz dieses missglückten Einstandes konnte sich Szűcs rasch in der Auswahl etablieren und schon wenige Monate später war der Spielgestalter Teil jener Mannschaft, die in Budapest das englische Nationalteam mit 2:1 besiegte.
Bei der Weltmeisterschaft 1934 stand er bei beiden Spielen der Ungarn auf dem Platz, die nach einem 1:2 gegen Österreich im Viertelfinale ausschieden. In den nächsten Jahren konnte sich Szűcs zunächst in der Nationalmannschaft behaupten, ehe ihm durch den vom Stürmer zum Läufer umgelernten József Turay ein Konkurrent erwuchs, der ihn zunehmend aus der Auswahl verdrängte. 
Szűcs bestritt zwar das Qualifikationsspiel zur Weltmeisterschaft in Frankreich  gegen Griechenland, bei der Endrunde kam jedoch bei sämtlichen Spielen bis zum Halbfinale Turay zum Zug. Für das Finale wurde die Mannschaft umgebaut und der Újpestmann erhielt das Vertrauen der Betreuer. Das Endspiel ging mit 2:4 gegen die Italiener verloren und Szűcs bestritt danach nur mehr ein einziges Spiel für Ungarn und beendete seine Karriere nach 25 Einsätzen.

## Trainerkarriere
Nach Ende seiner aktiven Laufbahn schlug Szűcs die Trainerkarriere ein und betreute in den 1950er und 60er Jahren eine Reihe von ungarischen Erstligisten, darunter den Salgótarjáni BTC, Dorogi Bányász, Szegedi EAC, Diósgyőri VTK, Tatabányai Bányász und Szegedi EOL.
Von 1966 bis 1967 war er Nationaltrainer des Iran, mit dem er ins Finale der Asienspiele einzog, wo die Mannschaft der Auswahl Birmas mit 0:1 unterlag.

## Erfolge
- Vizeweltmeister 1938
- Asienspiele: Silbermedaille 1966 (Trainer)
- Mitropacup: 1939
- 3× ungarischer Meister: 1933, 1935, 1939
- 25 Spiele für die ungarische Fußballnationalmannschaft: 1934–1939

| Personendaten    | Personendaten                           |
| ---------------- | --------------------------------------- |
| NAME             | Szűcs, György                           |
| KURZBESCHREIBUNG | ungarischer Fußballspieler und -trainer |
| GEBURTSDATUM     | 23. April 1912                          |
| GEBURTSORT       | Szombathely                             |
| STERBEDATUM      | 10. Dezember 1991                       |
| STERBEORT        | Budapest                                |